# أذن قطينة
أذن قطينة (الاسم العلمي: Hypochaeridinae) هي عمارة من النباتات تتبع فصيلة النجمية من رتبة النجميات.

## أجناس
- أذن القطة
- العضيض